# زمین‌لرزه ۱۹۶۹ سانتا رزا
زمین‌لرزه سانتا رزا  در تاریخ ۲ اکتبر ۱۹۶۹ میلادی، برابر با ‎۱۰ مهر ۱۳۴۸، ساعت ۶:۱۹:۵۹ به زمان یوتی‌سی در آمریکا ، منطقه سانتا رزا رخ داد. ژرفای این زلزله ۱۵ کیلومتر بود. بزرگی آن ۵٫۷ در مقیاس ریشتر اعلام شده‌است. زمین‌لرزه به وقت محلی در روز چهارشنبه، ساعت ۲۲ روی داده و منطقه زمانی آن یوتی‌سی -۸ بوده‌است (با لحاظ تغییر ساعت تابستانی).
سازمان زمین‌شناسی آمریکا نیز جای این زمین‌لرزه را در مختصات ۳۸°۲۸′۰۱″شمالی ۱۲۲°۴۱′۳۱″غربی / ۳۸٫۴۶۷°شمالی ۱۲۲٫۶۹۲°غربی و بزرگی آنرا برابر با ۴٫۸ در مقیاس ریشتر اعلام کرده‌است. ژرفای گزارش شده از سوی این سازمان ۱۰ کیلومتر می‌باشد.
شمار کشتگان زلزله حدود ۱ نفر بوده‌است.